# Künstlervereinigung Dresden

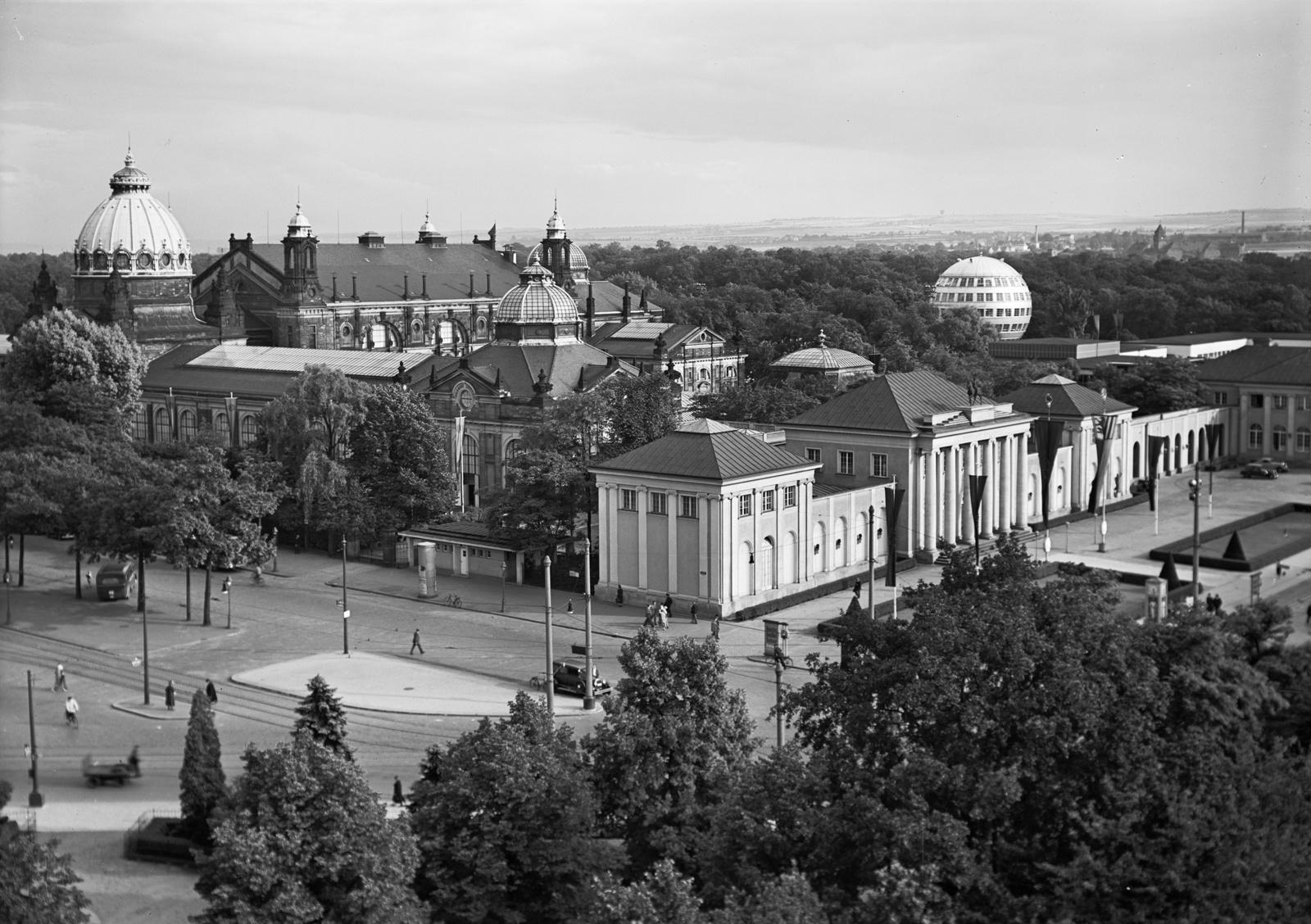
Neues Städtisches Ausstellungsgebäude der Künstlervereinigung, 1937

Die Künstlervereinigung Dresden wurde am 6. November 1909 unter dem Vorsitz von Georg Wrba aus den Mitgliedern der Zunft, der ehemaligen Elbier,  der Gilde und einer Anzahl außenstehender Künstler im Belvedere auf der Brühlschen Terrasse gegründet „zum Zwecke gemeinsamer Veranstaltung von Ausstellungen und zur besonderen Pflege der künstlerischen Bestrebungen in Dresden“. In der „Liste der Gründer der KVD“ im Stadtarchiv Dresden sind 46 Gründungsmitglieder eingetragen.

## Geschichte

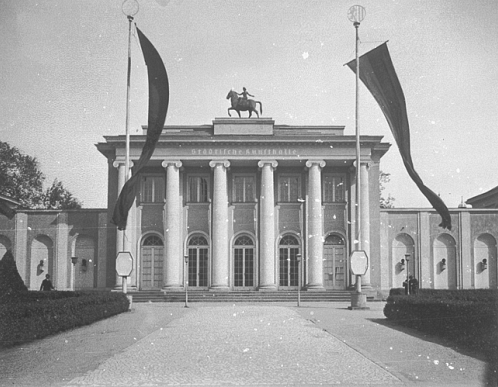
Eingangsbereich des Neuen Städtischen Ausstellungsgebäudes, 1937

Die erste Ausstellung fand im Herbst 1910 in den Räumen des Sächsischen Kunstvereins auf der Brühlschen Terrasse (Kunsthalle im Lipsius-Bau) statt. Die Künstlervereinigung Dresden veranstaltete regelmäßige Verkaufsausstellungen und pachtete dazu 1916 das Neue Städtische Ausstellungsgebäude an der Lennéstraße. Das Neue Städtische Ausstellungsgebäude war eine von Hans Erlwein und Karl Hirschmann 1914 bis 1916 gebaute Erweiterung des Städtischen Ausstellungspalastes. Das Ausstellungsgebäude umfasste über zehn Räume. Die Künstlervereinigung verfügte damit über weitgehend uneingeschränkte Ausstellungsmöglichkeiten. Es wurden jährlich mehrere Ausstellungen organisiert, ergänzt durch Sonderausstellungen namhafter Künstler wie Hans Thoma (1925) und Edvard Munch (1918 und 1929). Eine Mitgliedschaft in der Künstlervereinigung war entsprechend begehrt. Jungen Künstlern wurde erst nach mehrmaliger Ausstellungsbeteilung eine Mitgliedschaft gewährt. In den Jahren 1932 und 1933 zählte die Künstlervereinigung über 70 Mitglieder. 1926 ist als Vorsitzender Paul Rößler ausgewiesen.
Die Künstlervereinigung verzichtete auf politische Bekenntnisse und war für offen für „alles, was künstlerischen Willen aufweist, aus welchem Lager es auch komme“. In der Ausstellung von 1910 integrierte sie Werke der expressionistischen Künstlergruppe Brücke.
Aufgrund des politischen Drucks in den Zeiten des Nationalsozialismus wurde die Künstlervereinigung im Mai 1933 gleichgeschaltet. Im Februar 1934 anerkannte sie das Führerprinzip und wurde ein paar Monate später in den Bund Deutscher Künstlervereinigungen aufgenommen. 1939 ging die Künstlervereinigung Dresden im Dresdner Künstlerbund auf, der ab 1940 das Ausstellungsgeschehen in Dresden dominierte.

## Mitglieder

### Gründungsmitglieder
Willy Doenges zählt in einem Bericht über die Gründung der Künstlervereinigung in der Zeitschrift Cicerone 58 Gründungsmitglieder auf:
- Otto Altenkirch, H. Bähr (Baurat), Carl Bantzer, Friedrich Beckert, E. Bender (Baurat), Arthur Bendrat, Siegfried Berndt, Eugen Bracht, Wilhelm Claudius, Robert Diez, Ferdinand Dorsch, Martin Dülfer, Georg Erler, Otto Fischer, Walter Friederici, Julius Graebner, Karl Groß, Otto Gussmann, Emanuel Hegenbarth, Oswin Hempel, K. Hirschmann (Diplomingenieur), Alexander Höfer, Alexander Hohrath, Erich Kleinhempel, Rudolf Kolbe, Edmund Körner, William Krause, Gotthardt Kuehl, Ernst Kühn, Max Hans Kühne, Arthur Lange, William Lossow, Oskar Menzel, Otto Wilhelm  Merseburg, Gustav Meyer-Buchwald, Hans Nadler, Anton Pepino, Paul Perks, Felix Pfeifer, Otto Pilz, Peter Pöppelmann, Rudolf Pöschmann, Wilhelm Georg Ritter, Paul Rößler, Otto Rossow, Rudolf Schilling, August Schreitmüller, Oskar Seyffert, Walter Sintenis, Robert Sterl, Heinrich Tscharmann, Johannes Paul Ufer, Paul Wallot, Georg Wrba, Selmar Werner, August Wilkens, Walter Zeising (1876–1933), Oskar Zwintscher.

### Weitere bekannte Mitglieder
- Karl Albiker, Johannes Beutner, Pol Cassel, Ernst Richard Dietze, Richard Dreher, Herbert Ebersbach, Hans Erlwein, Erich Fraaß, Ludwig von Hofmann, Willy Jahn, Hans Jüchser, Bernhard Kretzschmar, Rudolf Löhner, Albert Mann, Adolf Muesmann, Hermann Alfred Raddatz,  Wilhelm Rudolph, Karl Erich Schaefer, Rudolf Scheffler, Ewald Schönberg,  Otto Schubert, Fritz Skade, Heinrich Tessenow, Fritz Winkler.